# Jack Dillon
Jack Dillon (* 2. Februar 1891 in Frankfort, Indiana, Vereinigte Staaten als Ernest Cutler Price; † 7. August 1942 in Chattahoochee, Florida) war ein US-amerikanischer Boxer im Halbschwergewicht und vom 14. April 1914 bis zum 24. Oktober 1916 Weltmeister.

## Frühes Leben und Karriere
Price wurde am 2. Februar 1891 in Frankfort, Indiana, geboren. Sein Vater betrieb dort ein Lebensmittelgeschäft, starb jedoch, als Price noch klein war. Mit 14 Jahren besuchte Price zum ersten Mal die Maywood Stock Farm in der Nähe von Indianapolis. Er ging so oft er konnte dorthin, denn er mochte die alte Pferderennbahn und vor allem die Pferde. Der Besitzer der Farm, Stirling R. Holt, fand Gefallen an Price und erlaubte ihm, kostenlos auf der Farm zu arbeiten. So konnte Price in der Nähe des berühmten Rennpferds Sidney Dillon sein. Zu dieser Zeit bestand Prices einziger großer Ehrgeiz darin, Besitzer einer Reihe großer Rennpferde zu werden. Nach der Arbeit und in langweiligen Momenten kramten die Mitarbeiter ein altes Paar Boxhandschuhe hervor. Sie überredeten Price, die Boxhandschuhe anzuziehen. Er war überrascht, als er feststellte, dass er damit ziemlich gut zurechtkam. Er mochte das Boxen irgendwie, und nachdem er es ein paar Mal ausprobiert hatte, machte er seine Familie fast verrückt, weil er ständig zur Maywood Stock Farm ging. Er wurde so gut, dass er alle etwa gleich großen Jung besiegen konnte. Eines Abends beschlossen die Mitarbeiter, Price mit dem Champion der Farm messen zu lassen. Der Champion war ein großer, knochiger Ire, viel größer als Price und ein sehr wilder Kämpfer. Das war Price' erster Kampf. Sie legten den Termin zwei Wochen im Voraus fest, damit beide trainieren konnten. Am Abend des Kampfes hatte sich eine große Menschenmenge versammelt. Sie bildeten den Ring mit Hilfe einiger Zügel und Zaunpfähle, und alles war wie bei einem normalen Kampf. Price’ Ecke war genau gegenüber von Sidney Dillons Box. Laut Price war es ein harter Kampf, den er, wenn er sich richtig erinnere, in sieben Runden gewinnen konnte. Dieser Kampf hat Price im ganzen Land berühmt gemacht. Irgendwie hatte ein Promoter von ihm gehört und ihm ein Angebot gemacht. Price sollte in seinem Club in Indianapolis einen Vorkampf boxen. Er sagte sofort zu. Auf dem Weg zum Kampf wurde er nervös. Es war ganz anders als auf der Farm, wo jeder jeden kannte und der alte Sidney Dillon in Price’ Ecke stand. Er hatte Angst, sich umzusehen, als er in den Ring stieg. Jedes Mal, wenn er in das Meer von Gesichtern blickte, wurde ihm schlecht. Also schaute er einfach nach unten und versuchte, sich vorzustellen, er wäre auf der Maywood-Farm und Sidney Dillon stünde in seiner Ecke. Plötzlich fragte der Schiedsrichter: „Wie heißt du?“ „Sidney Dillon“, antwortete er, bevor ihm bewusst wurde, was er gesagt hatte. Der Schiedsrichter musste seinen Namen falsch verstanden haben, denn er zögerte eine Sekunde und brüllte dann: „Jack Dillon!“